# Lepidotheca chauliostylus
Lepidotheca chauliostylus is een hydroïdpoliep uit de familie Stylasteridae. De poliep komt uit het geslacht Lepidotheca. Lepidotheca chauliostylus werd in 1991 voor het eerst wetenschappelijk beschreven door Cairns. 